# Svetovno prvenstvo v hokeju na ledu 1996
Svetovno prvenstvo v hokeju na ledu 1996 je bilo šestdeseto Svetovno prvenstvo v hokeju na ledu. Potekalo je med 22. marcem in 5. majem 1996 na Dunaju, Avstrija (skupina A), v Eindhovnu, Nizozemska (skupina B), v jeseniški dvorani Podmežakla in blejski dvorani Ledena dvorana Bled, Slovenija (skupina C1) ter Kaunasu in Elektrėnaiju, Litva (skupina C2). Zlato medaljo je osvojila češka reprezentanca, srebrno kanadska, bronasto pa ameriška, v konkurenci šestintridesetih reprezentanc, četrtič tudi slovenske, ki je osvojila triindvajseto mesto. To je bil za češko reprezentanco prvi naslov svetovnega prvaka oziroma sedmi skupaj z naslovi češkoslovaške. 

## Dobitniki medalj
| Zlato | Srebro | Bron |
| ČeškaRoman Turek Roman Čechmánek Petr Franěk František Kaberle Drahomír Kadlec Stanislav Neckář Antonín Stavjaňa Michal Sýkora Jiří Veber Jiří Vykoukal Radek Bělohlav Radek Bonk Jiří Dopita Jiří Kučera Robert Kysela Robert Lang Roman Meluzín Pavel Patera Martin Procházka Robert Reichel Viktor Ujčík Otakar Vejvoda David Výborný | KanadaAndrew Verner Curtis Joseph Martin Brodeur Glen Wesley Garry Galley Derek Mayer Darryl Sydor Doug Bodger Steve Duchesne Luke Richardson Jean-Francois Jomphe Andrew Cassels Jeff Friesen Dean McAmmond Dave Jason Steve Thomas Paul Kariya Ray Ferraro Travis Green Yanic Perreault David Matsos Bradley May Kelly Buchberger | ZDAJohn Grahame Tomas Timothy Parris Duffus Christopher Luongo Michael Crowley Thomas Pederson Keith Aldridge Michael Lalor Scott LaChance Thomas Oregan Robert Reynolds Paul Stanton Derek Plante Brain Bonin Martin McInnis Daniel Plante Thomas Chorske Darby Hendrickson Craig Johnson Brian Rolston Joseph Sacco Kevin Stevens Christopher Tancill |

## Končni vrstni red
1. Češka
2. Kanada
3. ZDA
4. Rusija
5. Finska
6. Švedska
7. Italija
8. Nemčija
9. Slovaška
10. Norveška
11. Francija
12. Avstrija
13. Latvija
14. Švica
15. Belgija
16. Združeno kraljestvo
17. Poljska
18. Danska
19. Nizozemska
20. Japonska
21. Kazahstan
22. Ukrajina
23. Slovenija
24. Madžarska
25. Estonija
26. Romunija
27. Kitajska
28. Hrvaška
29. Litva
30. Jugoslavija
31. Španija
32. Belgija
33. Južna Koreja
34. Bolgarija
35. Izrael
36. Avstralija